# CASA C-295

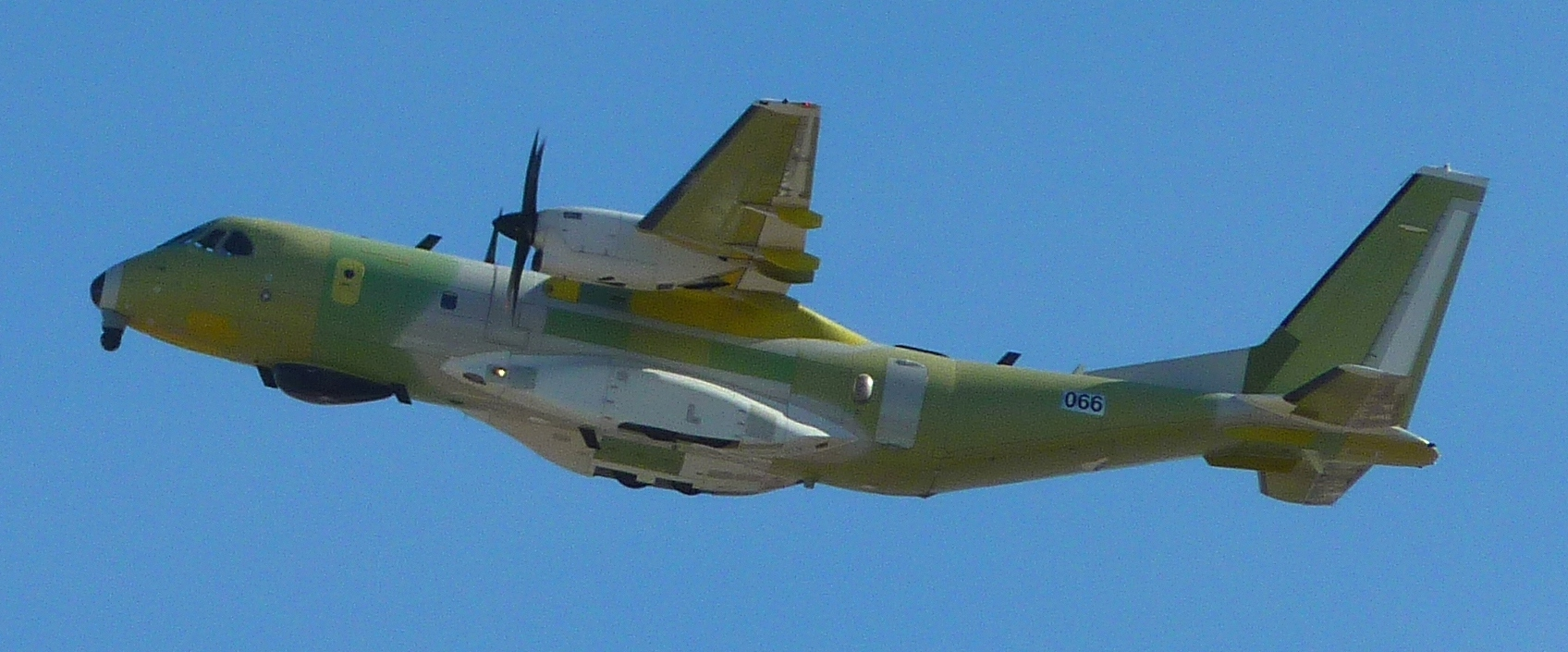
C-295 MPA für die chilenische Marine

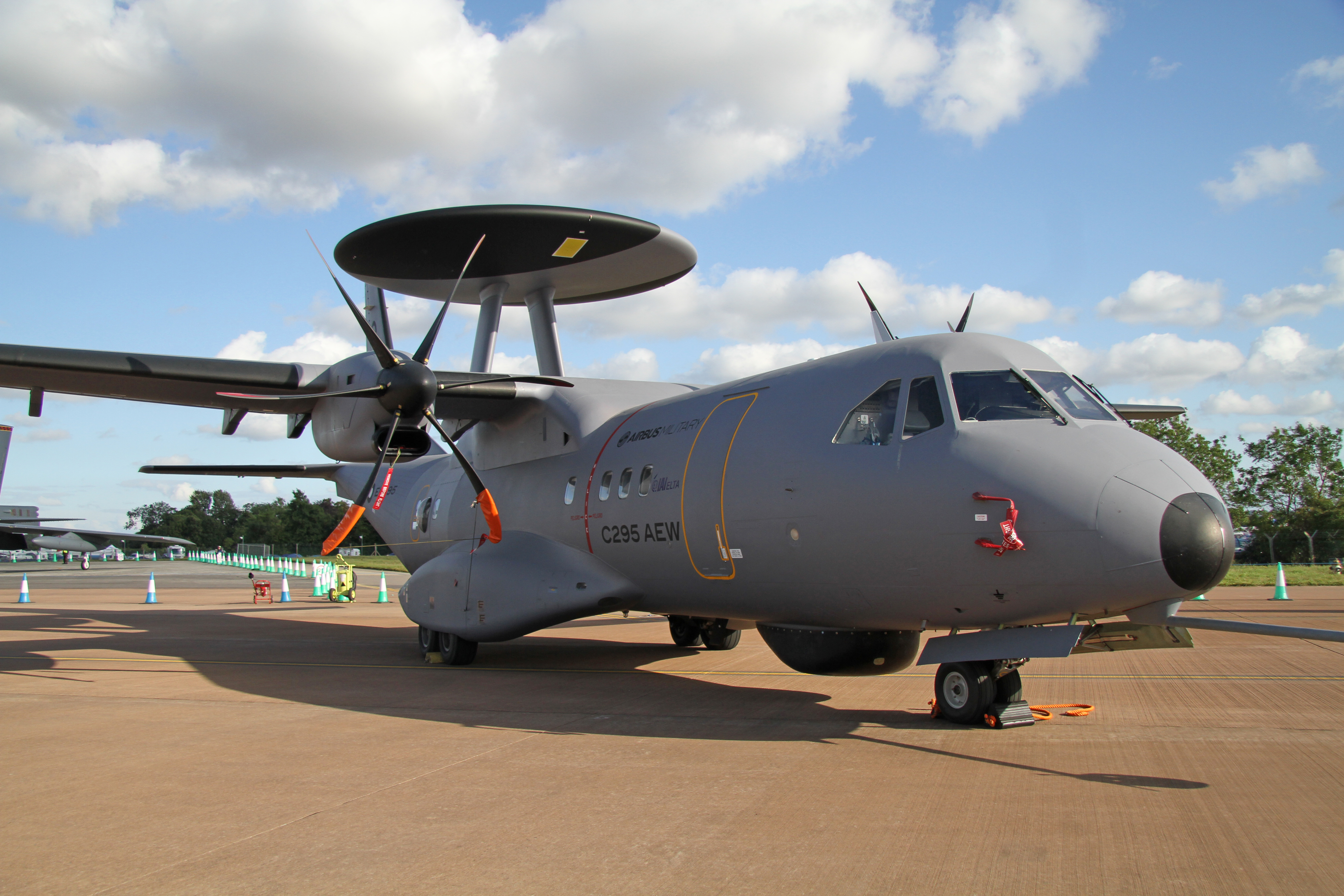
C-295 AEW bei der RIAT-Flugschau 2011

Die Airbus C-295 Persuader ist ein Mehrzwecktransport-, Seeaufklärungs- und U-Boot-Jagdflugzeug von Airbus Defence and Space, das von der ehemaligen CASA entwickelt wurde.

## Beschreibung
Die C-295 wurde von der spanischen CASA basierend auf der CN-235 ab Ende 1996 zunächst als Transportflugzeug in Eigenregie entwickelt. Im Vergleich zum Vorgängermuster verfügt sie über einen durch zusätzliche Segmente vor und hinter dem Tragwerk verlängerten Rumpf, stärkere Triebwerke sowie Verstärkungen am Fahrwerk und an den Tragflächen. Die Maschine wurde im Juni 1997 auf der Pariser Luftfahrtschau offiziell angekündigt und der erste Prototyp (ein Umbau einer CN-235) flog im November 1997 zum ersten Mal. Der Erstflug des ersten neu gebauten Prototyps der Maschine fand am 22. Dezember 1998 statt.
Erster Kunde (Auslieferung ab November 2000) der Transportversion war die spanische Luftwaffe mit neun Maschinen. Diese wurden 2001 in Dienst gestellt.
Weitere Bestellungen folgten, darunter zwölf Transporter für Polen (die ersten zwei im Mai 2001 bestellten Maschinen erhielt die polnische Luftwaffe im August 2003. Die Bestellung wurde auf 17 Maschinen erhöht. Ein Ersatz für eine verunglückte Maschine wurde nachgeliefert); für die Marine der Vereinigten Arabischen Emirate zur Seeüberwachung; zwölf Flugzeuge für die brasilianische Luftwaffe für das Amazonas-Überwachungsprojekt SIVAM; die Königlich-Jordanische Luftwaffe (zwei) und die Luftwaffe Finnlands.
Unterlegen war die Maschine 2007 in der Ausschreibung der US Army und US Air Force für bis zu 145 Flugzeuge. Dieser wichtige Auftrag von anfänglich 2,04 Milliarden US-Dollar ging an den Wettbewerber Alenia C-27.
Besonders umfangreich ist die Ausstattung von drei im Oktober 2007 bestellten und ab April 2010 ausgelieferten und für die U-Boot-Jagd bestimmten Maschinen mit dem Namen C-295MPA für Chile. Dafür sind unter anderem in einem Heckausleger Magnetfeldsensoren, ein APS-143(V)3-Radar und vier Bedienkonsolen im Rumpf eingebaut.
Am 7. Juni 2011 hatte die AEW&C-Version mit auf dem Rumpf aufgesetztem Radom von etwa 6 m Durchmesser in Sevilla mit den Piloten Alejandro Madurgas und Alfonso de Castro sowie zwei Testingenieuren an Bord ihren Erstflug.
Seit der Integration der Militärflugzeugsparte der CASA in Airbus Military gehört auch die C-295 zur Produktpalette von Airbus. Die bereits bei den beiden anderen Transportern der ehemaligen CASA erprobte Zusammenarbeit mit Indonesiens heutiger Indonesian Aerospace wurde im Oktober 2011 auch auf die C-295 ausgeweitet.
Im Juli 2024 betrug der Auftragsbestand 301 Maschinen, von denen 225 bereits ausgeliefert wurden. Zwei C-295 wurden bei Zwischenfällen zerstört.

## Zwischenfälle
- Am 23. Januar 2008 stürzte eine CASA C-295M des polnischen Militärs bei Mirosławiec (Märkisch Friedland) in Westpommern ab. Dabei kamen alle 20 Personen an Bord ums Leben, darunter Andrzej Andrzejewski. Die Militärangehörigen waren auf dem Rückflug von einer Konferenz über Flugsicherheit in Warschau.[7] Bei Nebel hatten sowohl die Besatzung als auch die Lotsen Fehler gemacht, unter anderem wurden die Längeneinheiten Meter und Fuß verwechselt. Fünf Luftwaffenangehörige wurden entlassen.[8]
- Am 10. November 2012 stürzte eine CASA-295M des algerischen Militärs auf dem Weg von Paris nach Algier um 16:00 Uhr in der Nähe des Dorfes Trélans im Département Lozère ab. Alle sechs Insassen kamen ums Leben.[9]

## Technische Daten

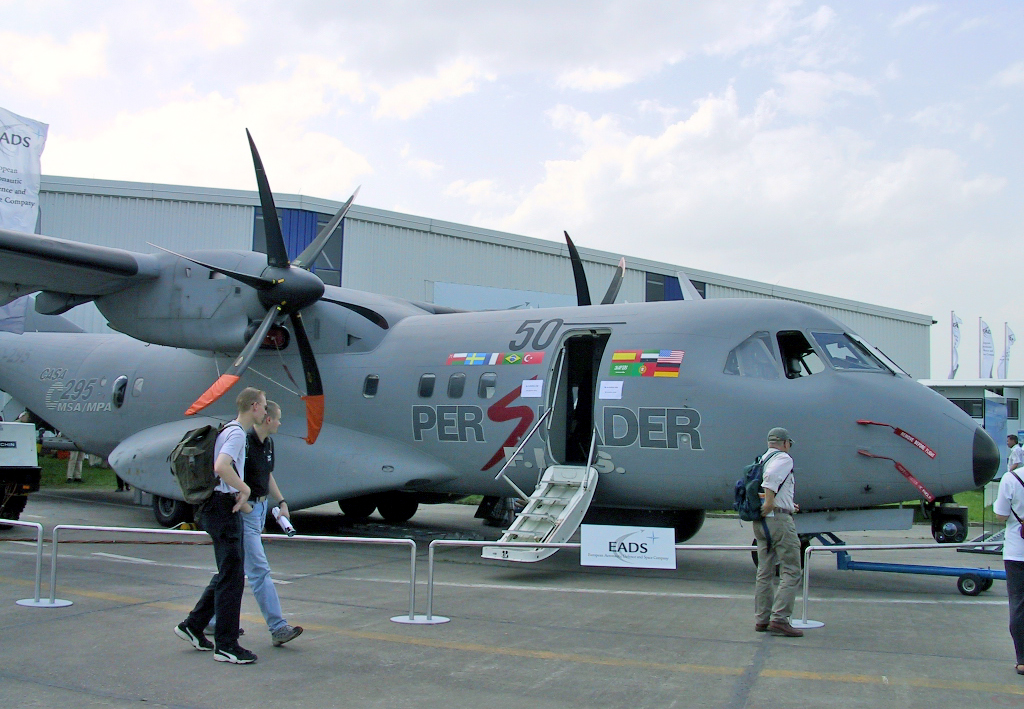
EADS CASA C-295 auf der ILA 2002

Zweiseitenansicht CASA C-295

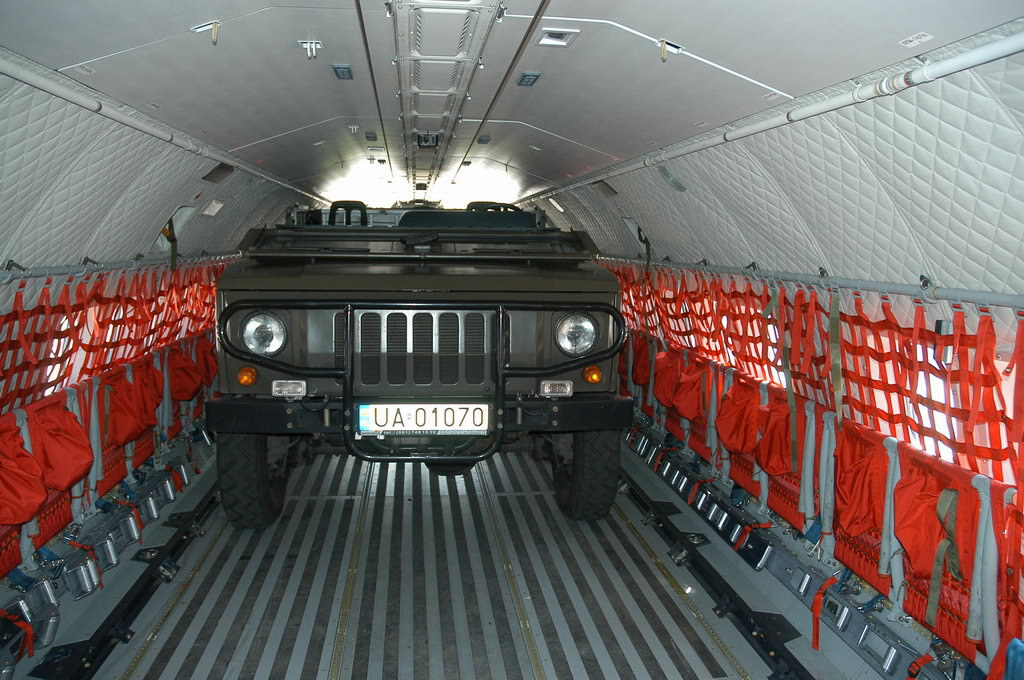
Polnische Honker in der Cargokabine

| Kenngröße             | Daten |
| --------------------- | --- |
| Besatzung             | 2 |
| Länge                 | 24,50 m |
| Spannweite            | 25,81 m |
| Höhe                  | 8,66 m |
| Flügelfläche          | 60 m² |
| Flügelstreckung       | 11,1 |
| Spurweite             | 3,98 m |
| Radstand              | 8,43 m |
| Kabinenlänge          | 12,69 m |
| Kabinenbreite         | 2,70 m |
| Kabinenhöhe           | 1,90 m |
| Nutzlast              | 69–78 Soldaten oder 27 liegende Personen + vier Helfer oder drei leichte Fahrzeuge oder max. 9,7 t Fracht oder Laderaum für fünf US-Air-Force-Standard-Paletten mit je 2,24 m × 2,74 m (88×108 Zoll). |
| Leermasse             | 11,5 t |
| max. Startmasse       | 21,0 t |
| max. Landemasse       | 20,7 t |
| Kraftstoffvorrat      | 8532 l |
| Reisegeschwindigkeit  | max. 480 km/h (VMO in 7000 ft) |
| Höchstgeschwindigkeit | 550 km/h |
| Startrollstrecke      | 670 m |
| Landerollstrecke      | 320 m |
| Einsatzhöhe           | 7620 m |
| Reichweite            | max. 5630 km 1333 km mit max. Nutzlast |
| Triebwerke            | zwei Turboprop Pratt & Whitney Canada PW127G mit je 1972 kW, mit Automatik Power Reserve 2177 kW |
| Propeller             | Sechsblatt-Propeller Hamilton Sundstrand HS-568F-5, Durchmesser 3,89 m |

## Versionen

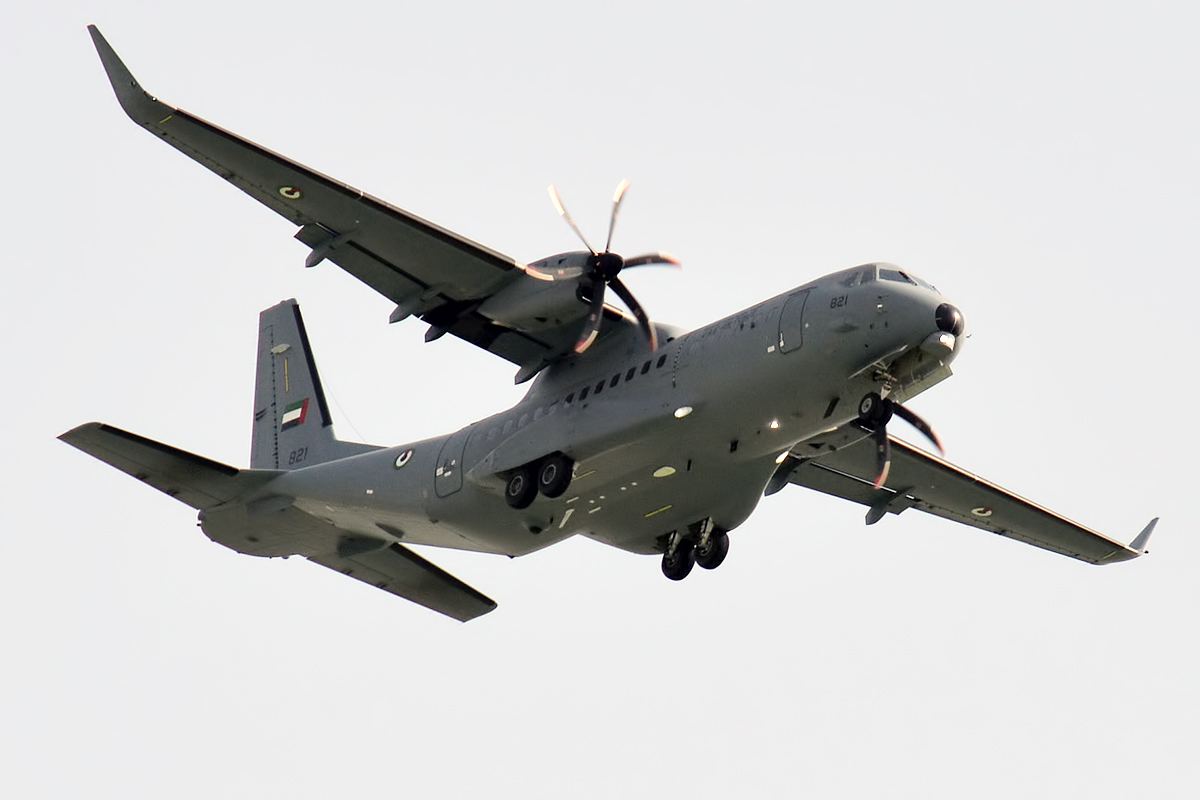
Transportversion mit Winglets C-295MW der Luftstreitkräfte der Vereinigten Arabischen Emirate

C-295M
Transportversion, für die auch ein Kit zur Luftbetankung erhältlich ist
C-295MSA „Persuader“
Seeraumüberwachungs-Version
C-295SAR
Search-and-Rescue-Version
C-295ASW
U-Boot-Jagd-Version
C-295AEW
Airborne-Warning-and-Control-Version
AC-295
Gunship-Version
C-295SIGINT
SIGINT-Version
C-295ISR
ISR-Version
C-295W
Modernisierte Version, unter anderem mit Winglets ausgestattet, als C-295MW z. B. die Transportversion
C-295 Armed ISR
C-295ISR, die mit MG (Kaliber 12,7 mm z. B. M3 Browning) oder Kanonen (BK 27 von Rheinmetall) an den hinteren Seitentüren sowie zukünftig auch mit verschiedenen Raketen und Mk-82-Freifallbomben bewaffnet werden kann. Den Nutzerstaat gab Airbus bisher nicht bekannt (Stand November 2017).

## Militärische Nutzer
Ägypten

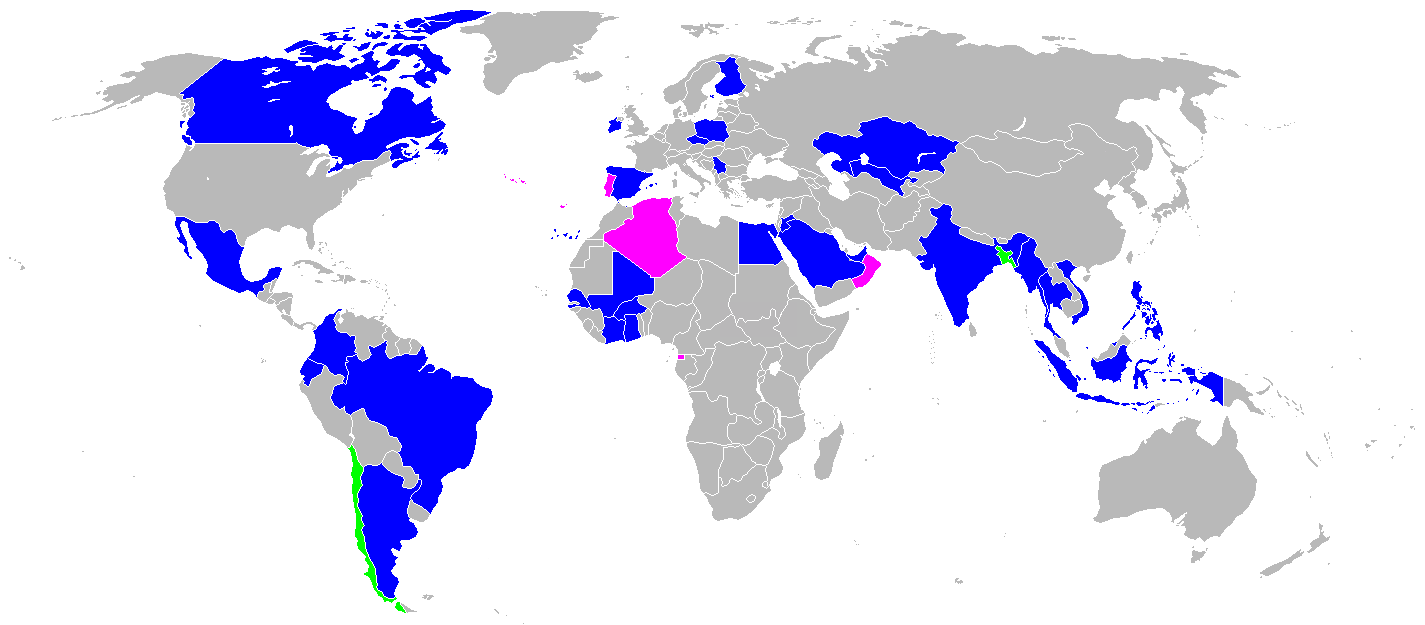
Nutzerstaaten der CASA C-295:
C-295 M
C-295 Persuader
beide Versionen

- Ägyptische Luftstreitkräfte: 24 C-295M (ursprünglich 12, Zulauf ab September 2011, später mehrere weitere Bestellungen)

 Algerien
- Luftstreitkräfte: 5 (Transportversion und MSA-Version, ursprünglich 6, ein Exemplar am 9. November 2012 in Frankreich abgestürzt)

 Angola
- Força Aérea Nacional de Angola: 3, 2 C-295MSA, 1 C-295MW (Bestellung 2022, Auslieferung 2024[10][11])

 Äquatorialguinea
- Streitkräfte: 2 (je 1 Transportversion und MSA-Version, Auslieferung 2016/17)[12]

 Argentinien
- Fuerza Aérea Argentina: 2 C-295 (Bestellung für 2017/19 bekanntgegeben)[13]

 Bangladesch
- Bangladesh Army Aviation Group: 1 C-295MW (Bestellung 2016[14])

 Brasilien
- Força Aérea Brasileira: 15 C/SC-105 (12 C-105/C-295M, 3 SC-105/C-295SAR, die SC-105 mit Zulauf 2017/20[15])

 Brunei
- Royal Brunei Air Force: 3 oder 4 C-295MW (Bestellung 2022, Auslieferung 2024[16][17])

 Burkina Faso
- Luftstreitkräfte: 1 C-295MW (Bestellung 2019[18])

 Chile
- Armada de Chile: 3 C-295MSA, später Umbau in C-295ASW[19]

 Ecuador
- Fuerza Aérea Ecuatoriana: 3 C-295M (Auslieferung 2014)
- Ejército Ecuatoriano: 1 C-295MW (Bestellung 2023[20])
- Armada del Ecuador: 1 C-295MPA (Bestellung 2023)

 Elfenbeinküste
- Forces armées de Côte d’Ivoire: 1 C-295W (Bestellung 2019[21])

 Finnland
- Suomen ilmavoimat: 3

 Ghana
- Ghana Air Force: 3 C-295M (2 bestellt 2011 plus 1 2015[22][23])

 Indien
- Indische Luftstreitkräfte: 56 C-295MW (bestellt)[24]. Das Testprogramm ist erfolgreich abgeschlossen worden und es fehlen nur noch die Verwaltungsschritte der Beschaffungsabteilung.[25]
- Indische Marine: 6 (noch nicht bestellt) C295MPA-W [Budgetfreigabe[26]]
- Indische Küstenwache: 9 C295MSA-W (Budgetfreigabe)

 Indonesien
- Tentara Nasional Indonesia Angkatan Udara (Indonesische Luftstreitkräfte): 9 C-295M (bestellt im Februar 2012, die ersten zwei Exemplare wurden im September 2012 ausgeliefert[27])

 Irland
- 3 für die Irish Air Corps davon zwei C-295MSA (die erste wurde im Juni 2023 geliefert[28]) und eine C-295MW (Bestellung 2023[29])

 Jordanien
- Königlich Jordanische Luftstreitkräfte: 2 (1 C-295M, 1 AC-295)

 Kanada
- Royal Canadian Air Force: 16 CC-295 (Im Dezember 2016 beschloss die kanadische Regierung die Anschaffung der C-295 in einer Search-and-Rescue-Version[30], die Auslieferung begann 2020.[31])

 Kasachstan
- Kasachische Luftstreitkräfte: 8 C-295M (ursprünglich 4, später weitere nachbestellt, Auslieferung seit Januar 2013[32])
- Nationales Sicherheitskomitee: 3 C-295MW (in drei einzelnen Bestellungen[33])

 Kolumbien
- Fuerza Aérea Colombiana: 6 C-295M (5 Zulauf bis / 1 nachbestellt im Jahr 2013)

 Mali
- Force Aérienne de la République du Mali: 2 C-295MW (Auslieferung 2016 und 2021[34])

 Mexiko
- Fuerza Aérea Mexicana: 6 C-295M (Auslieferung seit 2010)
- Armada de México: 6, 4 C-295M, 2 C-295MW (Auslieferung seit 2009)

 Mosambik
- Força Aérea de Moçambique: 1 C-295W (Ausgeliefert 2024)[35]

 Oman
- Royal Air Force of Oman: 8, 5 C-295M, 3 C-295MSA (Auslieferung seit 2013)

 Panama
- Servicio Nacional Aeronaval: 2 C-295M (Bestellabsicht 2025)[36]

 Philippinen
- Philippine Air Force (PAF): 7 C-295M (Auslieferung 2015/2016, 2019, ab 2022)[37][38][22][39]

 Polen
- Siły Powietrzne: 17 C-295M (ursprünglich 12, Auftrag 2012 um fünf auf 17 erhöht plus vier und ein Ersatz für das abgestürzte Exemplar)

 Portugal
- Força Aérea Portuguesa: 12 C-295M

 Saudi-Arabien
- Innenministerium: 4 C-295MSAW[40]

 Serbien
- Luftstreitkräfte Serbiens: 2 C-295MW (Bestellung 2022[41])

 Spanien
- Ejército del Aire: 29 13 C-295M, 6 C-295W-MPA, 10 C-295W-MSA (Bestellung für die C-295W Ende 2023[42])
- Instituto Nacional de Técnica Aeroespacial (INTA): 1 C-295MW[43]

 Thailand
- Royal Thai Army: 3 C-295MW (1 2016 bestellt, 2 nachbestellt im Jahr 2021 – Transportversion[22][44])

 Tschechien
- Armee der Tschechischen Republik: 6, 4 C-295M, 2 C-29MW (die beiden letzten werden 2021 geliefert)[45]

 Usbekistan
- Usbekische Luftstreitkräfte: 4 C-295M (Auslieferung seit 2015)[46]

 Vereinigte Arabische Emirate
- Luftstreitkräfte der Vereinigten Arabischen Emirate: 5 C-295MW (Bestellung 2017)[47]

 Vietnam
- Luftstreitkräfte: 3 C-295M (Auslieferung 2015)